# Ивановка (Васильковский район)
Ивановка (укр. Іванівка) — село,
Васильковский поселковый совет,
Васильковский район,
Днепропетровская область,
Украина.
Код КОАТУУ — 1220755104. Население по переписи 2001 года составляло 137 человек.

## Географическое положение
Село Ивановка находится на левом берегу реки Волчья,
выше по течению на расстоянии в 3 км расположено село Шевякино,
ниже по течению на расстоянии в 0,5 км расположено село Ульяновка,
на противоположном берегу — пгт Васильковка.
По селу протекает пересыхающий ручей с запрудой.

## Происхождение названия
На территории Украины 123 населённых пункта с названием Ивановка.